# NeoMagic
NeoMagic wurde im Sommer 1993 in Santa Clara/Kalifornien gegründet und war ursprünglich spezialisiert auf Multimedia-Chips. Zu dieser Kategorie gehörten damals noch Grafikchips für den Notebook-Sektor.
NeoMagic war die erste Firma, die dank ihrer MAGIC-Technik (Memory And loGIC, zu deutsch etwa Speicher und Logik) größere Mengen DRAM direkt in den Grafikchip integrierte und so einen Flaschenhals im Chipdesign umging.
NeoMagics Chips waren die schnellsten und sparsamsten Grafikchips für Notebooks ab 1996 bis Anfang 2000. Allerdings hatten sie den Nachteil, dass sie keinerlei 3D-Funktionen besaßen, so dass man mit der steigenden Popularität von 3D-Beschleunigern im Notebook-Sektor beschloss, sich aus diesem Markt zurückzuziehen und sich stattdessen auf SoCs konzentrierte.
Insgesamt hat NeoMagic mehr als 22 Millionen Grafikchips verkauft.

## Grafikchips
- MagicGraph 128: Januar 1996
- MagicGraph 128V
- MagicGraph 128ZV
- MagicGraph 128ZV+
- MagicGraph 128XD
- MagicMedia 256AV: Juni 1998
- MagicMedia 256ZX: Juni 1999

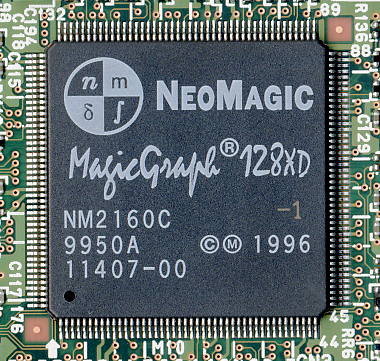
MagicGraph 128XD

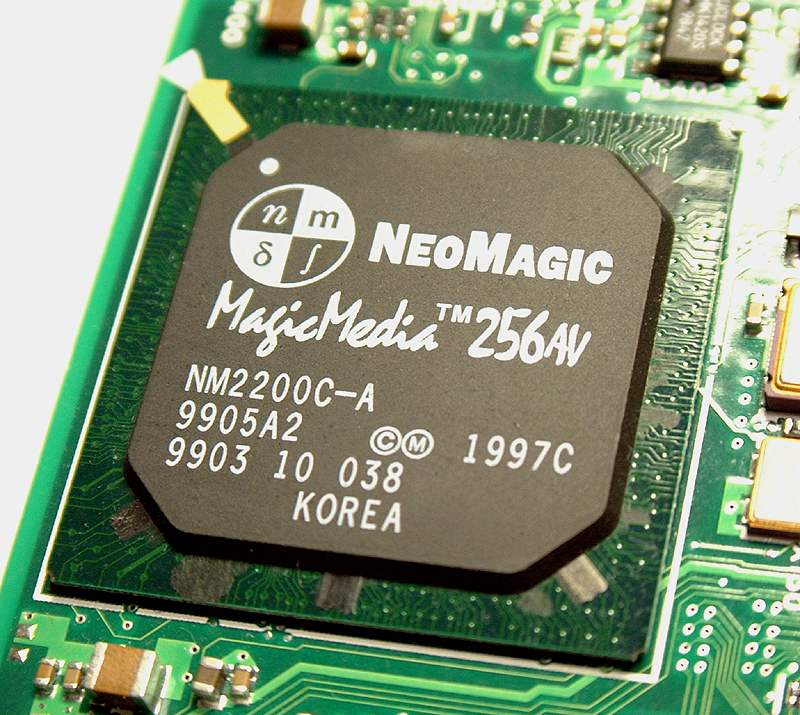
MagicMedia 256AV

- MagicMedia 256XL+: Juni 1999, rudimentärer 3D-Beschleuniger